# Power Pro Kun Pocket 3
Power Pro Kun Pocket 3 (パワプロクンポケット3, Pawa Puro Kun Poketto 3) est un jeu vidéo de baseball développé et édité par Konami, sorti en 2001 sur Game Boy Advance uniquement au Japon. Il s'agit du premier jeu de cette série sur Game Boy Advance et était disponible au lancement de la console. Il fait partie de la série Jikkyō Powerful Pro Yakyū.